# أنطونيو كارلوس فييرا
أنطونيو كارلوس فييرا (بالبرتغالية: Antônio Carlos Vieira‏) هو مدرب كرة قدم ولاعب كرة قدم برازيلي، ولد في 7 فبراير 1956 في البرازيل. لعب مع نادي بالستينو.

## وصلات خارجية
- أنطونيو كارلوس فييرا على موقع الاتحاد الدولي (مؤرشف)  (الإنجليزية)